# Transparent Knives
Transparent Knives är ett album av den svenska artisten Billie Lindahl, under namnet Promise and the Monster. Det gavs ut 19 september 2007 på skivbolaget Imperial Recordings.

## Låtlista
1. "Sheets" - 3:35
2. "Night Out" - 4:03
3. "Wither" - 4:14
4. "Killing Fields" - 2:30
5. "Antarktis" - 3:46
6. "Silver Speaking" - 3:16
7. "A Room With No View" - 4:15
8. "Words" - 2:40
9. "Light Reflecting Papers" - 3:19
10. "Single Girl, Married Girl" - 2:29
11. "Trials" - 2:45
12. "The Delusioned and Insane" - 4:26